# Real Zaragoza
Real Zaragoza är en spansk fotbollsklubb från Zaragoza, grundad den 18 juni 1932. Hemmaarena är La Romareda.
Real Zaragoza spelar i blått och vitt.
Real Zaragoza bildades ursprungligen av två rivaliserande grupper, Iberia SC och Zaragoza CD.

## Kända spelare

### Spanien
- Luis Carlos Cuartero
- Belsué
- Aguado
- Aragón
- Yordi
- Pier
- Cedrún
- Dani García
- Lapetra
- Marcelino
- Nayim
- Paco Jémez
- Ander Garitano
- Pardeza
- Reija
- Señor
- Fernando Morientes
- David Villa
- Víctor Muñoz
- Pichi Alonso
- César Láinez
- Jesús García Sanjuán
- Salvador García
- Martín Vellisca
- Villaroya
- Roberto Martínez
- Francisco Pavón
- Gerard Pique

### Argentina
- Andrés D'Alessandro
- Pablo Aimar
- Juan Barbas
- Esnáider
- Luciano Galletti
- Kily González
- Gustavo Adrián López
- Diego Milito
- Gabriel Milito
- Marcelo Trobbiani
- Jorge Valdano

### Brasilien
- Cafu
- Paulo Jamelli
- Ewerthon
- Ricardo Oliveira

### Paraguay
- Roberto Acuña
- Raúl Amarilla
- Arrúa
- Chilavert
- Carlos Diarte
- Delio César Toledo

### Portugal
- Carlos Chaínho
- Rui Jordão

### Peru
- Juan Seminario
- Luis Redher
- Miguel Rebosio

### Uruguay
- Julio César Benítez
- Juan Carlos Blanco
- Gustavo Poyet
- Rubén Sosa

### Sverige
- Gary Sundgren

### Serbien
- Savo Milošević

### Chile
- Patricio Yáñez

### Ryssland
- Vladislav Radimov

### Rumänien
- Dorin Mateuţ

### Colombia
- Faryd Aly Mondragón

### Tyskland
- Andreas Brehme

### Nederländerna
- Frank Rijkaard
- Nordin Wooter

### Kuba
- Mario Inchausti

### Österrike
- Otto Konrad